# 西宕渠郡
西宕渠郡，中国南北朝时设置的郡。
南朝齐置，治所在宕渠县（今四川省盐亭县西北）。以在南宕渠郡之西得名。属益州。辖境相当今四川省盐亭、射洪两县。西魏恭帝移于涌泉山，改涌泉郡。